# Durch die Wüste (Freilichtspiel)
Das Freilichtspiel Durch die Wüste nach Vorlagen von Karl May wurde 1963 von Wulf Leisner als Theaterstück für Freilichtbühnen geschrieben und am 13. Juli 1963 unter seiner Regie im Kalkbergstadion in Bad Segeberg im Rahmen der Karl-May-Festspiele uraufgeführt.

## Inhalt
Grundlage des Stückes war eine leicht umgearbeitete Fassung von „Hadschi Halef Omar“, dessen Buch Wulf Leisner und Roland Schmid 1955 noch gemeinsam verfasst hatten. Nur der 1. Akt war mit zusätzlichen Motiven aus Sand des Verderbens neu gefasst worden. Roland Schmid sah im neuen Stück lediglich eine Reprise und sich übergangen.

## Aufführungen
- Uraufgeführt wurde das Freilichtspiel 1963 im Kalkbergstadion in Bad Segeberg.
- 2012 hat die Freilichtbühne Jonsdorf diese Stoffauswahl als „Die große Orientreise“ dramatisiert.[11]

## Quelle
- Eintrag im Karl-May-Wiki

## Textbuch
- Wulf Leisner: Durch die Wüste. Ein Freilichtspiel nach den Orient-Erzählungen Karl Mays, Bamberg: Karl May Verlag Joachim Schmid & Co. 1963 (Arbeitsexemplar).